# Vale da Amoreira
Vale da Amoreira é uma povoação portuguesa do Município da Moita, pertencente ao Distrito de Setúbal, região de Lisboa e sub-região da Península de Setúbal, que foi sede da extinta Freguesia de Vale da Amoreira, freguesia que tinha 2,52 km² de área e 9 864 habitantes(Censo de 2011), e, por isso, uma densidade populacional de 3914,2 hab/km².
A Freguesia de Vale da Amoreira foi extinta (agregada), em 2013, no âmbito de uma reforma administrativa nacional, tendo sido agregada à Freguesia de Baixa da Banheira, para formar uma nova freguesia denominada União das Freguesias de Baixa da Banheira e Vale da Amoreira.

## População
| 1991   | 2001   | 2011  |
| 13 522 | 12 360 | 9 864 |

Criada pela Lei n.º 59/88,  de 23 de Maio, com lugares desanexados da freguesia de Baixa da Banheira
| Distribuição da População por Grupos Etários | Distribuição da População por Grupos Etários | Distribuição da População por Grupos Etários | Distribuição da População por Grupos Etários | Distribuição da População por Grupos Etários | Distribuição da População por Grupos Etários | Distribuição da População por Grupos Etários | Distribuição da População por Grupos Etários | Distribuição da População por Grupos Etários | Distribuição da População por Grupos Etários |
| -------------------------------------------- | -------------------------------------------- | -------------------------------------------- | -------------------------------------------- | -------------------------------------------- | -------------------------------------------- | -------------------------------------------- | -------------------------------------------- | -------------------------------------------- | -------------------------------------------- |
| Ano                                          | 0-14 Anos                                    | 15-24 Anos                                   | 25-64 Anos                                   | > 65 Anos                                    |                                              | 0-14 Anos                                    | 15-24 Anos                                   | 25-64 Anos                                   | > 65 Anos                                    |
| 2001                                         | 2 550                                        | 2 456                                        | 6 358                                        | 996                                          |                                              | 20,6%                                        | 19,9%                                        | 51,4%                                        | 8,1%                                         |
| 2011                                         | 1 707                                        | 1 628                                        | 5 332                                        | 1 197                                        |                                              | 17,3%                                        | 16,5%                                        | 54,1%                                        | 12,1%                                        |

Média do País no censo de 2001:  0/14 Anos-16,0%; 15/24 Anos-14,3%; 25/64 Anos-53,4%; 65 e mais Anos-16,4%
Média do País no censo de 2011:   0/14 Anos-14,9%; 15/24 Anos-10,9%; 25/64 Anos-55,2%; 65 e mais Anos-19,0%

## História
O Vale da Amoreira é uma zona habitacional desde 1970. Após os acontecimentos que marcaram a comunidade portuguesa em 1974, a localidade registou um crescimento exponencial da sua população. A origem desta é bastante diferenciada, daí que o Vale da Amoreira seja caracterizado por um mosaico cultural diversificado. Teve o estatuto de freguesia do Município da Moita entre 1988 e 2013. 

## Morfologia da Localidade
A Localidade do Vale da Amoreira é delimitada a norte pela localidade da Baixa da Banheira e pela freguesia de Alhos Vedros, sendo limitada pela freguesia de Alhos Vedros a nascente. Já a sul é delimitada pelo Município do Barreiro. O território tem uma área de 2,52 km² de área.
Uma das características que torna esta freguesia particular é o elevado número de bairros sociais, os quais são geridos pelo Instituto da Habitação e da Reabilitação Urbana (IHRU).  

## Demografia
O aumento exponencial da população registado em 1974 contribuiu para o seu rejuvenescimento. Com base nos dados recolhidos nos Censos 2011, a freguesia tem 9864 habitantes, traduzindo-se numa densidade populacional de 3914,3 hab/km². Registando a perda de 2494 habitantes face aos censos elaborados em 2001.
Além do elevado número de residentes, os diferentes países de onde são nacionais revela o carácter multicultural do Vale da Amoreira. Mesmo estando os cidadãos de nacionalidade portuguesa em maioria (55%), estão presentes nacionais de Cabo-Verde (15%), Angola (10,3%), Guiné-Bissau (10%), São Tomé e Príncipe (3,4%), Moçambique (2,9%), entre outras (Fonte: Diagnóstico da Junta de Freguesia, 2001).
Analisando a população de origem africana, verifica-se a prevalência de cidadãos de origem cabo-verdiana (33%), 23% angolanos, 22% de guineenses, 7% de moçambicanos e 8% de santomenses. Segundo dados de 2001 (Censos), residiam na freguesia 12.358 habitantes. Contudo, tendo como base os dados preliminares mais recentes dos Censos 2011, a população do Vale da Amoreira diminuiu face a 2001, redução que deverá ser superior ou igual a 20%.